# Sint-Ritapark

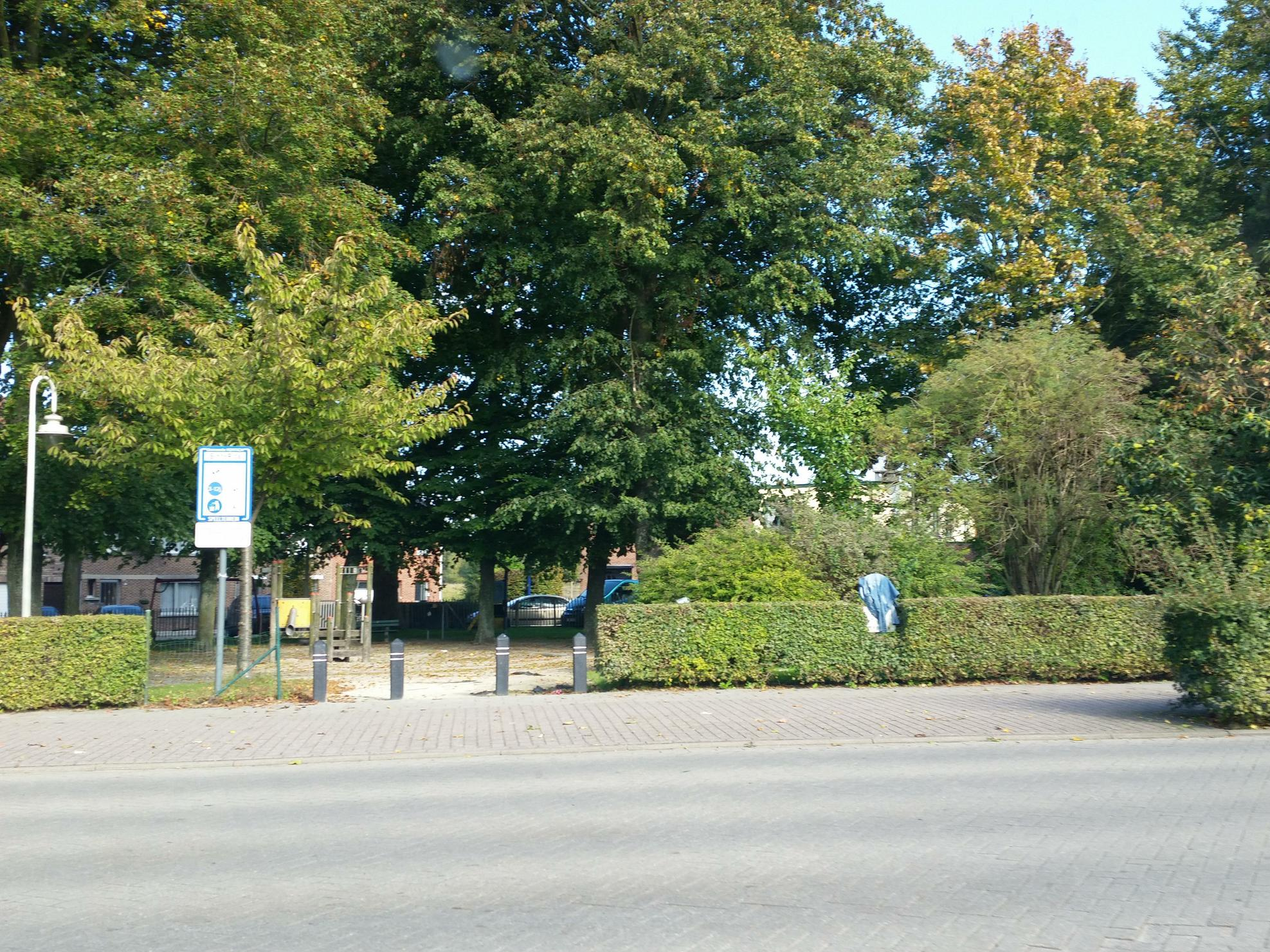
De ingang van het park.

Het Sint-Ritapark is het park van de wijk Sint-Rita in Kontich en ligt tegenover het Sint-Ritacollege en de bijhorende kerk, de Sint-Ritakerk.

## Geografie
Het park is gelegen tussen de Pierstraat en de N171 te Kontich. Het heeft een oppervlakte van ongeveer 500m². Het park is verdeeld in twee graspleinen door een pad, dat ook rond het eerste grasplein loopt. Ten oosten van het park loopt een fiets-en wandelpad met daarnaast de N171. Ondanks de nabijheid van de autosnelweg is het in het park toch zeer rustig doordat het omringd is door grote bomen, struiken en heggen.

## Cultuur
Het park is niet alleen bekend als een van de rustige plekken in Kontich, maar heeft ook een religieuze achtergrond. Er staat namelijk de kruisweg van Jezus afgebeeld op verscheidene afbeeldingen in mozaïekvorm. Deze beelden zijn te volgen via het pad en liggen allemaal in een cirkel langs het eerste grasplein. Deze beelden worden vooral bekeken door pelgrims die de Sint-Rita Kerk komen bezoeken.